# پلیکان بی، فلوریدا
پلیکان بی (به انگلیسی: Pelican Bay) یک منطقهٔ مسکونی در ایالات متحده آمریکا است که در شهرستان کلیر، فلوریدا واقع شده‌است. پلیکان بی ۸٫۷ کیلومتر مربع مساحت و ۶٬۳۴۶ نفر جمعیت دارد و ۴ متر بالاتر از سطح دریا قرار دارد.